# 石井岳龍
石井 岳龍（いしい がくりゅう、1957年〈昭和32年〉1月15日 - ）は、日本の映画監督。改名前の石井 聰亙（いしい そうご）の名で広く知られている。
2006年から神戸芸術工科大学で教授として教鞭をとる。2023年退官。

## 略歴
福岡県福岡市出身。福岡県立福岡高校卒業。日本大学芸術学部中退。大学入学直後（1976年）に学生による自主映画グループ「狂映舎」を設立。8mm映画デビュー作『高校大パニック』で注目される。1978年に同作を日活がリメイクした『高校大パニック』を澤田幸弘と共同監督するが、実質的には何もできなかったという。1978年、『突撃!!博多愚連隊』がぴあフィルムフェスティバルに入選。同年の入選者に、森田芳光、長崎俊一らがいる。
1980年、長編『狂い咲きサンダーロード』を劇場公開。インディーズ界の旗手として名前が挙がる。1982年、自主映画活動の集大成的な作品『爆裂都市 BURST CITY』を発表。同年、長谷川和彦に誘われディレクターズ・カンパニーの設立に参加。1984年、商業映画としては初の単独監督作『逆噴射家族』を発表。翌年のベルリン国際映画祭で注目され、イタリアの第8回サルソ映画祭でグランプリに輝く など、国内のみならず海外でも高い評価を受ける。
また、自らがボーカルをつとめるバンド「石井聰亙&バチラス・アーミー・プロジェクト」で音楽活動も行い、自作映画『アジアの逆襲』の音楽を担当して、同題名のレコード・アルバムも発売した。
しかし『逆噴射家族』以後は約10年にわたって長編作品が作れない状態が続く。未完の企画として『GOD STONE』『虹のキリン』『箱男』などがある。ウィリアム・ギブスンの映画化や『逆噴射家族』の英語リメイクなど、アメリカで撮影する企画もあったが実現していない。その前後からジャパニーズパンク／ニュー・ウェイヴシーンと共闘した数々のミュージック・ビデオと実験的短編映画製作に打ち込む。1993年、WOWOWのオムニバスドラマ『TOKYO BLOOD』全4話を監督。
1994年、10年ぶりの劇場長編作品『エンジェル・ダスト』が公開。バーミンガム映画祭でグランプリを受賞。以後、『水の中の八月』（1995年）、『ユメノ銀河』（1997年・オスロ映画祭グランプリ）と作品を発表。続いて、時代劇とSFXを融合させた超大作『五条霊戦記』（2000年）が公開される。
21世紀に入ってからは、『ELECTRIC DRAGON 80000V』（2001年）、『DEAD END RUN』（2002年）を発表。2005年には、フルデジタル機材を使用して制作した『鏡心・3Dサウンド完全版』を発表、全国上映ツアーを行った。2006年、監督生活30周年を迎え、記念の初期作品集が発売された。
2010年1月17日、公式ブログで、今後は石井岳龍の名前ですべての活動、仕事を行うと発表。改名については「聰亙」が漢字を間違えられることが多かったこと、初期の作品を集めたDVDが発売済みであること、『狂い咲きサンダーロード』に主演した山田辰夫が2009年7月に亡くなったことなどを理由に挙げている。

## 監督作品

### 映画
- 高校大パニック（1976年）
- 1/880000の孤独（1977年）
- 突撃！博多愚連隊（1978年）
- 高校大パニック（1978年） ※1976年の同名自主映画を澤田幸弘との共同監督で商業リメイク。
- 神の堕ちてきた日（1979年、アクション監督）
- 狂い咲きサンダーロード（1980年）
- シャッフル (1981年の映画)（1981年）
- 爆裂都市 BURST CITY（1982年）[9]
- アジアの逆襲（1983年）
- 逆噴射家族（1984年）
- 半分人間 アインシュテュルツェンデ・ノイバウテン（英語版）（1985年）
- THE MASTER OF SHIATSU 指圧王者（1989年）
- TOKYO BLOOD（1993年）
- エンジェル・ダスト（1994年）
- 水の中の八月（1995年）
- ユメノ銀河（1997年）
- 五条霊戦記 GOJOE（2000年）
- ELECTRIC DRAGON 80000V（2001年）
- DEAD END RUN（2002年）
- 鏡心・3Dサウンド完全版（2005年）
- 生きてるものはいないのか（2012年）[10]
- シャニダールの花（2013年）
- ソレダケ / that’s it（2015年）[11]
- 蜜のあわれ（2016年）[12][13]
- パンク侍、斬られて候（2018年）[14]
- 自分革命映画闘争（2023年）[15]
- almost people「長女のはなし」（2023年）[16]
- 箱男（2024年）

### テレビドラマ
- 私立探偵 濱マイク 第8話 「時よとまれ、君は美しい」（2002年、読売テレビ）
- ネオ・ウルトラQ 第1話「クォ・ヴァディス」、第4話「パンドラの穴」、第8話「思い出は惑星（ほし）を越えて」（2013年、WOWOW）

### PV
- アナーキー 「'80維新」
- ザ・スターリン 「ロマンチスト」「アレルギー」「STOP JAP」
- THE STAR CLUB 「ACTION-STREET」
- 一世風靡セピア 「前略、道の上より」「セピア・カラー」
- 筋肉少女帯 「トゥルー・ロマンス」
- UA 「悲しみジョニー」
- CHARA 「スカート-short film-」
- JOE ODAGIRI（オダギリジョー）「i don't know」
- THE BACILLUS BRAINS 「MIDNIGHT SAVAGE」
- SHUUBI 「宝物」
- Paionia 「人の瀬」

### DVD
- 石井聰亙作品集DVD-BOX 1 ~PUNK YEARS 1976-1983~
- フリクション 「Dumb Numb Video」（1989） ※2007年に「Dumb Numb DVD」としてDVD化

## 出演
映画
- インスタント沼（2009年5月23日、アンプラグド / 角川映画）- 釘を買う客 役
- 「ちょっとの雨ならがまん」(1983年/安田潤司監督) - インタビューとバチラスアーミープロジェクトのライブ映像

CM
- 九州電力